# Ursula von der Leyenová

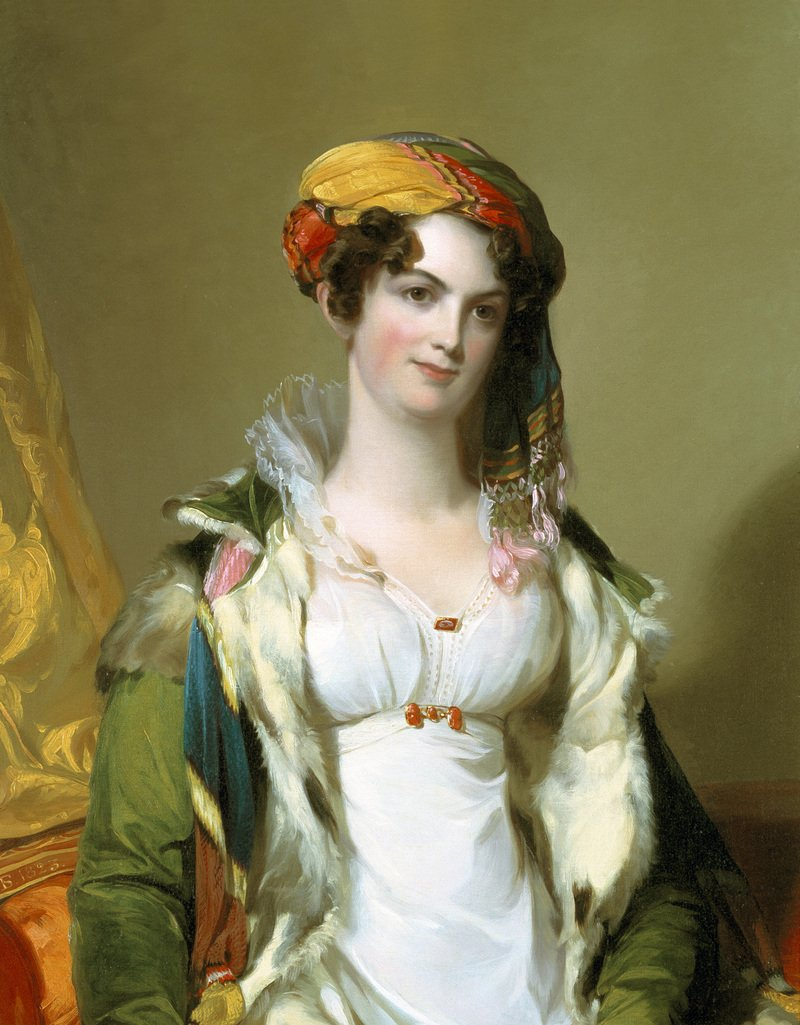
Sarah Reeve Ladsonová (na obrázku) patřila do charlestonské rodiny velkoplantážníků, k předkům Ursuly von der Leyenové, po nichž z bezpečnostních důvodů přijala příjmení během studia v Londýně, kde žila jako Rose Ladsonová

Ursula von der Leyenová (rodným příjmením Albrecht, nepřechýleně von der Leyen, * 8. října 1958 Ixelles) je německá křesťanskodemokratická politička, od prosince 2019 předsedkyně Evropské komise, jakožto první žena a po Walteru Hallsteinovi druhý německý politik v tomto úřadu. V letech 2005–2019 působila jako nejdéle sloužící ministryně ve spolkových vládách Angely Merkelové.
Narodila se a vyrostla v regionu Bruselu, kde její otec Ernst Albrecht pracoval jako úředník Evropských společenství. Má německý a britsko-americký původ. Vychována byla v německo-francouzském bilingvismu. V roce 1971 se přestěhovala do oblasti Hannoveru, kde otec vstoupil do politiky. O pět let později se stal předsedou zemské vlády Dolního Saska. Na konci 70. let studovala ekonomii na London School of Economics a používala pseudonym Rose Ladsonová, který byl odvozen od příjmení její americké prababičky z jihokarolínského Charlestonu. Roku 1987 složila na Hannoverské lékařské fakultě státní zkoušku z lékařství a nastoupila jako asistentka univerzitní gynekologické kliniky. Roku 1986 se vdala za lékaře Heika von der Leyena, pocházejícího ze šlechtického rodu obchodníků s hedvábím. Do manželství se narodilo sedm dětí. Část 90. let tak strávila v domácnosti. Čtyři roky žila ve Stanfordu, kde manžel působil na fakultě Stanfordovy univerzity, než se v roce 1996 rodina vrátila do Německa.
Na sklonku 90. let vstoupila do regionální dolnosaské politiky. V období 2003–2005 vykonávala post ministryně v zemské vládě. Poté ji nastupující kancléřka Angela Merkelová přizvala do svého prvního kabinetu na pozici ministryně pro rodinu, seniory, ženy a mládež, než se v roce 2009 stala ministryní práce a sociálních věcí v její druhé vládě. Službu v exekutivě zakončila mezi lety 2013–2019 jako ministryně obrany v kancléřčině třetím a čtvrtém kabinetu. Stala se tak první ženou v této funkci. Do odchodu byla jediným členem vlád Merkelové s nepřetržitým působením od nástupu kancléřky do úřadu v roce 2005. V období 2010–2019 také zastávala funkci místopředsedkyně CDU. V této souvislosti byla zmiňována jako hlavní kandidátka v nástupnictví Merkelové, rovněž tak se stala favoritkou do úřadu generálního tajemníka NATO.
Evropská rada ji 2. července 2019 navrhla na předsedkyni Evropské komise. Evropský parlament pak nominaci schválil 16. července 2019, kdy obdržela 383 ze 747 hlasů. Zvolena tak byla většinou pouhých devíti hlasů. V čele Evropské komise od 1. prosince 2019 nahradila Jeana-Claudea Junckera.
Po volbách do Evropského parlamentu v roce 2024 jí 27. června 2024 Evropská rada znovu navrhla na předsedkyni Evropské komise a 18. července 2024 Evropský parlament tuto nominaci schválil, když obdržela 401 ze 720 hlasů poslanců, tedy více než při minulé volbě.

## Rodinný původ a mládí
V roce 1958 se narodila jako Ursula Gertrud Albrechtová v belgické obci Ixelles, součásti bruselského regionu, kde vyrůstala do třinácti let. V rodinném kruhu získala přezdívku Röschen, zdrobnělinu odvozenou od německého tvaru jména Růžena. Otec Ernst Albrecht se po ustavení Evropské komise v roce 1958 zařadil k první generaci úředníků Evropských společenství. Nejdříve pracoval na pozici vedoucího úřadu komisaře pro vnitřní trh a regionální politiku Hanse von der Groebena v Hallsteinově komisi a v letech 1967–1970 jako generální ředitel Generálního ředitelství pro ochranu hospodářské soutěže. V belgickém Uccle docházela do základní školy European School, určené pro děti úředníků a představitelů Evropských společenství, jíž později navštěvoval také Boris Johnson.
V roce 1971 se rodina přestěhovala do města Lehrte v dolnosaském zemském okresu Hannover, kde se otec stal ředitelem potravinářské firmy Bahlsen a vstoupil do místní politiky. V období 1976–1990 působil jako předseda zemské vlády Dolního Saska. Do zemského parlamentu byl znovuzvolen v letech 1978, 1982 a 1986. V roce 1980 se v Křesťanskodemokratické unii ucházel o nominaci do úřadu spolkového kancléře, podporován stranickým předsedou Helmutem Kohlem. Těsně však prohrál s Franzem-Josefem Straußem, kterého ve všeobecných volbách porazil úřadující kancléř Helmut Schmidt. V dolnosaských volbách 1990 pak utržil porážku od sociálního demokrata Gerharda Schrödera, jenž ho vystřídal v čele zemské vlády a v roce 1998 se stal spolkovým kancléřem.
Většina předků pocházela z Hannoverského království a Svobodného města Brém, které leží na severozápadě Německa. Jedna z amerických prababiček měla převážně britský původ, se vzdálenějšími francouzskými a italskými kořeny. Část příbuzenstva odvozovala svůj původ z Pobaltí, tehdejší součásti Ruského impéria. Albrechtova rodina patřila do třetí nejvyšší společenské třídy Brunšvicko-lüneburského kurfiřtství a Hannoverského království, do tzv. Hübsche („dvořanů“). V této linii byli od 17. století jejími předky lékaři, právníci a úředníci ve státní službě. Prapraděd George Alexander Albrecht se v 19. století přestěhoval do Brém, kde se vypracoval na majetného obchodníka s bavlnou. V roce 1895 byl jmenován rakousko-uherským konzulem. Oženil se s Louisou Knoopovou, dcerou barona Ludwiga von Knoop, jednoho z nejbohatších podnikatelů Ruského impéria 19. století.
V roce 1857 Ludwig von Knoop začal na ostrově Kreenholm ve městě Narva v Estonsku stavět největší textilní továrnu v Evropě, jejíž provoz byl zahájen v roce 1858. Spoluinvestory tohoto projektu byli ruští obchodníci a průmyslníci, bratři Aleksey a Gerasim Chludovové. Jejich neteř, Naděžda Kramářová (Abrikosova-Chludovová) , byla manželkou prvního předsedy vlády nezávislého Československa Karla Kramáře.
Prarodiči otce byli obchodník s bavlnou Carl Albrecht (1875–1952) a Američanka Mary Ladsonová Robertsonová (1883–1960), patřící k privilegované plantážnické rodině z Charlestonu v Jižní Karolíně. Předci této prababičky měli významný podíl na britské kolonizaci Severní Ameriky. Patřili k prvním anglickým novousedlíkům v Provincii Karolína, ve Virginii, Pensylvánii a na ostrově Barbados včetně guvernérů koloniální éry. Mezi předky patřili karolínští guvernéři John Yeamans, James Moore, Robert Gibbes, Thomas Smith a Joseph Blake, zástupce pensylvánského guvernéra Samuel Carpenter i americký revolucionář a zástupce jihokarolínského guvernéra James Ladson. Rodina Ladsonů vlastnila rozsáhlé plantáže. James H. Ladson, jenž měl do zrušení otroctví více než 200 otroků, byl bratrem Sarah Reeve Ladsonové a dědem Mary Ladsonové Robertsonové, prababičky Ursuly von der Leyenové. Američtí předci představovali od 18. století nejmajetnější vrstvu Britské Severní Ameriky, včetně Josepha Wragga, britského velkoobchodníka na trhu s otroky.
Do manželství Carla a Mary Albrechtových se narodil praděd současné předsedkyně Evropské komise, psycholog a lékař Carl Albrecht, který vyvinul metodu meditace založené na autogenním tréninku, s využitím pro výzkum mystiky vědomí. Měl dva syny, politika Ernsta Albrechta a dirigenta George Alexandera Albrechta. Syn dirigenta Albrechta, bratranec političky Marc Albrecht, se v roce 2011 stal šéfdirigentem Nizozemské národní opery.

Erb rodu von der Leyenů

V roce 1986 se vdala za lékaře Heika von der Leyena, pocházejícího z rodu von der Leyen, který zbohatl na obchodu s hedvábím. Do šlechtického stavu byl rod povýšen již roku 1786. Heiko von der Leyen se v roce 2002 stal profesorem vnitřního lékařství a experimentální kardiologie na lékařské fakultě v Hannoveru. Rovněž působil jako generální ředitel společnosti v oblasti lékařské techniky. Pár se poznal v göttingenském univerzitním pěveckém sboru. Do manželství se mezi lety 1987–1999 narodilo sedm dětí. Rodina von der Leyenových se řadí k členům luteránské Evangelické církve v Německu.
Ursula von der Leyenová je rodilou mluvčí německého a francouzského jazyka, plynně hovoří anglicky, když celkem pět let strávila ve Spojených státech a Velké Británii. V minulosti závodila v jezdectví. Rodina žije na statku u Hannoveru.

## Vzdělání
Vystudovala ekonomii na univerzitách v Göttingenu (Univerzita Georga Augusta v Göttingenu), Münsteru (Westfälische Wilhelms-Universität) a Londýně (London School of Economics) a následně medicínu v Hannoveru (Medizinische Hochschule Hannover). V letech 1992 až 1996 žila ve Stanfordu ve Spojených státech, kde její manžel (rovněž lékař) pracoval na Stanfordově univerzitě.

## Politická kariéra

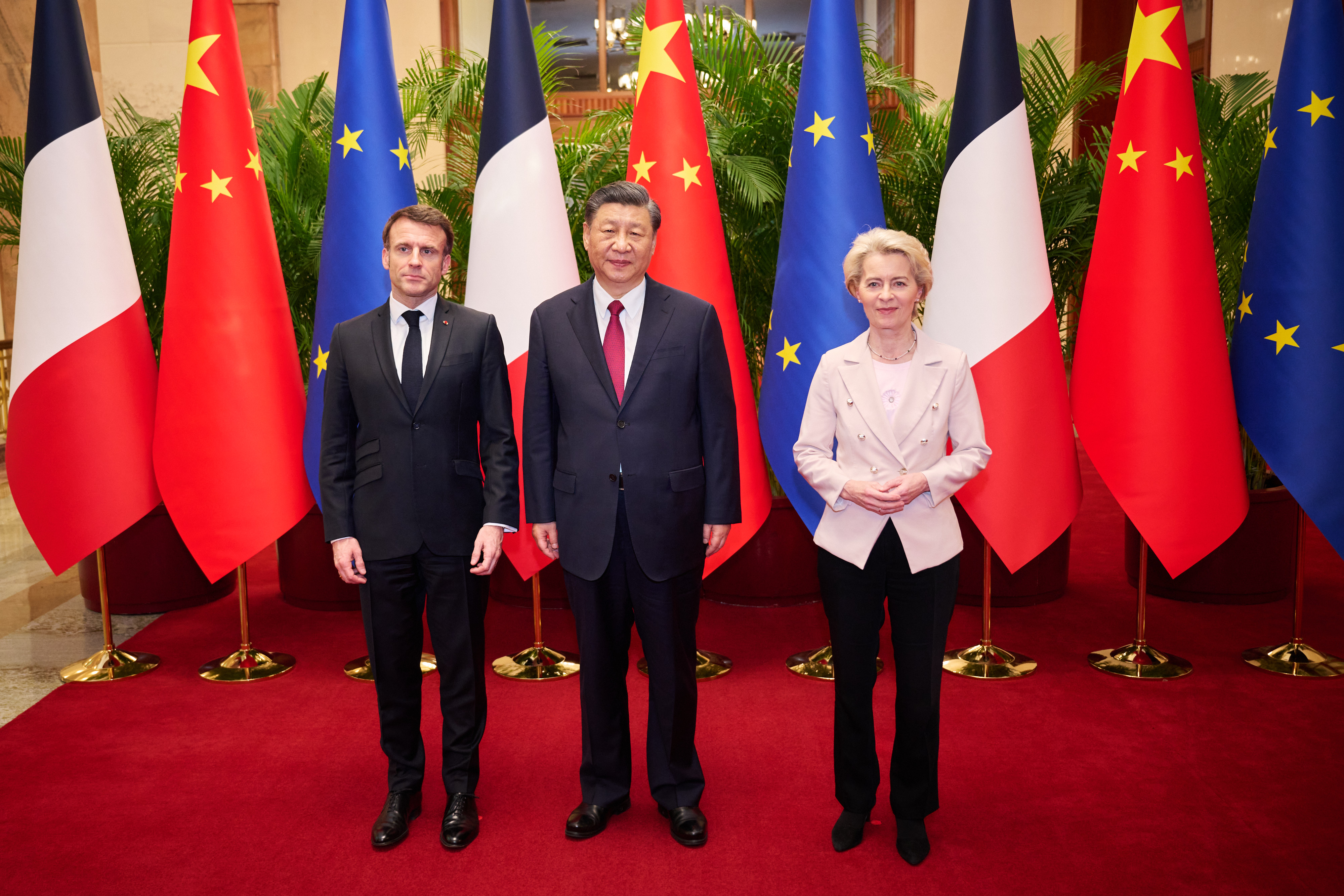
Von der Leyenová, francouzský prezident Emmanuel Macron a čínský prezident Si Ťin-pching v Pekingu v dubnu 2023

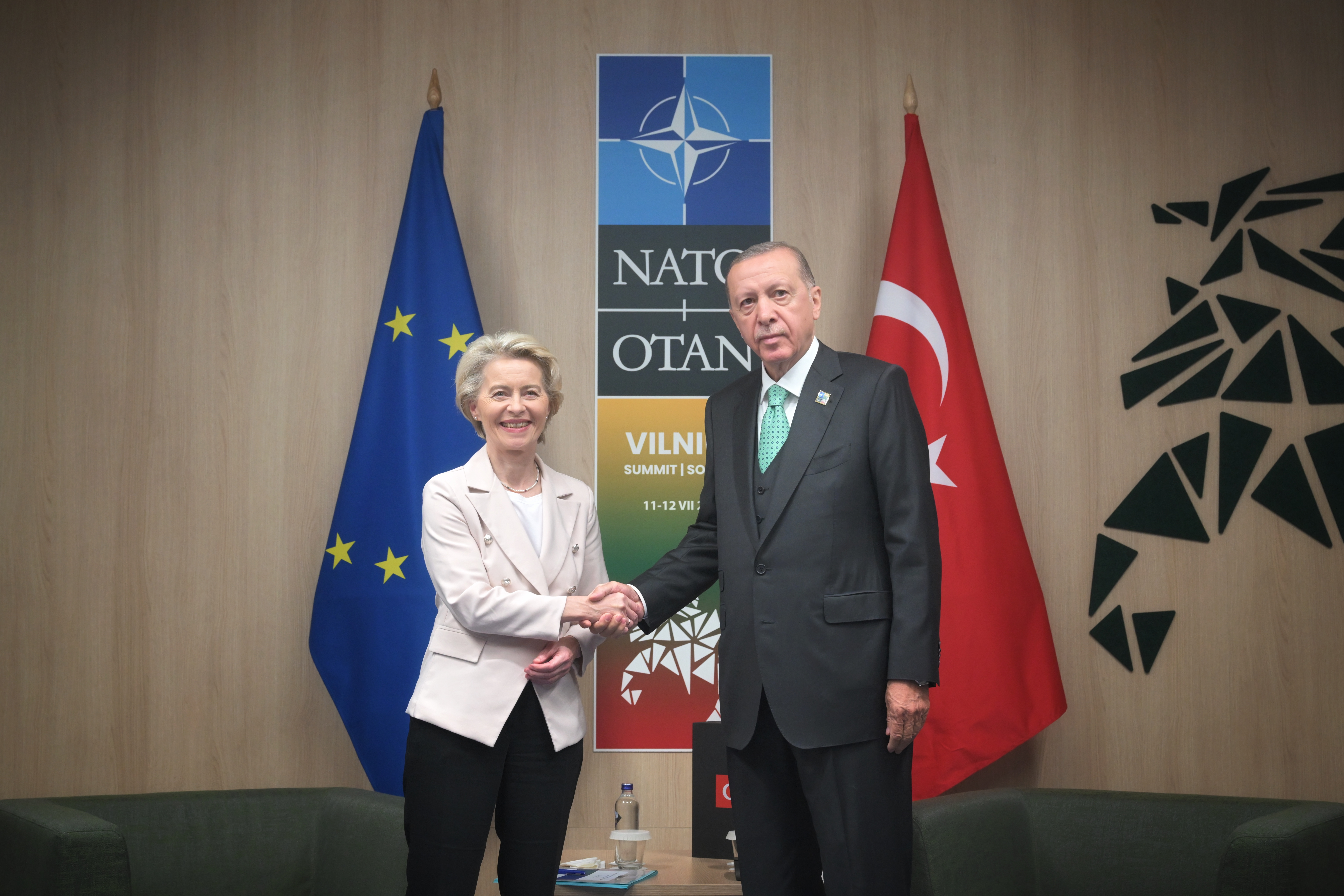
Von der Leyenová a turecký prezident Recep Tayyip Erdoğan na summitu NATO ve Vilniusu v červenci 2023

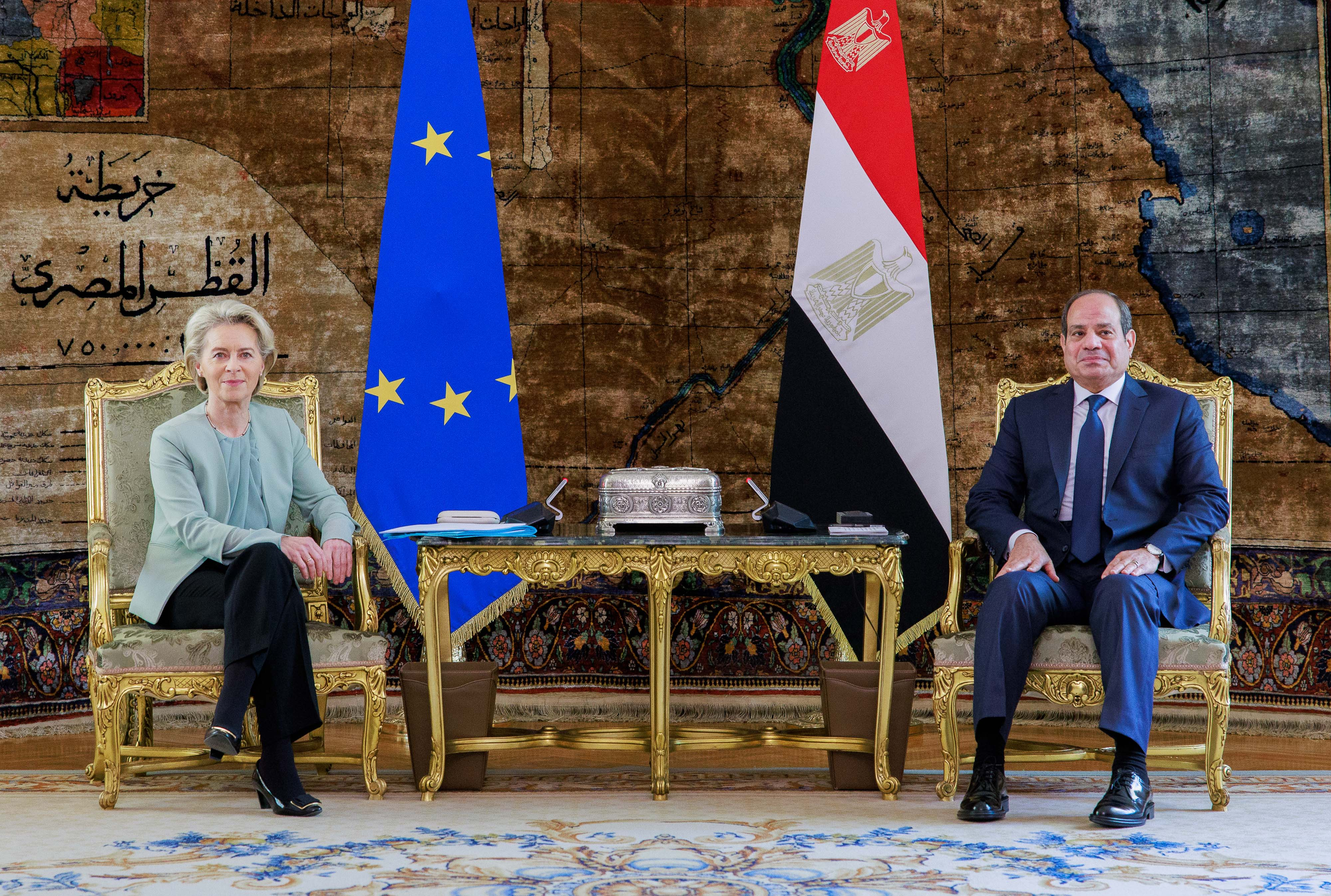
Von der Leyenová a egyptský prezident Abd al-Fattáh as-Sísí v Káhiře v listopadu 2023

Členkou CDU je od roku 1990, ale až v roce 1999 začala být skutečně politicky aktivní. V roce 2003 byla zvolena do parlamentu (Landtag) Dolního Saska. Do Německého spolkového sněmu byla zvolena na podzim 2009. Po rezignaci Horsta Köhlera byla v médiích zmiňována jako možná kandidátka na funkci německého prezidenta.
Po volbách do Německého spolkového sněmu 22. září 2013 se obšírně diskutovalo o otázce, který úřad získá Ursula von der Leyenová ve spolkové vládě, až bude tato nově ustanovena. Podle zpráv byla jednou ze dvou kandidátů na post ministra zahraničních věcí spolu s Wolfgangem Schäublem, a to pro případ koalice CDU/CSU se sociálně-demokratickou stranou SPD, která údajně požadovala pro sebe křeslo ministra financí, jež doposud zaujímal právě Schäuble. Ten však ministrem financí zůstal, zatímco ministrem zahraničních věcí se po několika letech opět stal politik SPD Frank-Walter Steinmeier. Dne 17. prosince 2013 byla jmenována spolkovou ministryní obrany a stala se tak historicky první ženou v tomto úřadě.
Jako ministryně obrany prosazovala rozhodnutí německé vlády prodávat zbraně do Saúdské Arábie a do Turecka. Podporovala úzkou bezpečnostní spolupráci mezi Německem a Saúdskou Arábií. Spolupráci Bundeswehru se Saúdskou Arábií kritizovaly německé opoziční strany, které poukazovaly na masivní porušování lidských práv v Saúdské Arábii a na páchání válečných zločinů během saúdské vojenské intervence v Jemenu. Postavila se proti stažení německých vojáků z Afghánistánu.
Během evropské migrační krize v roce 2015 veřejně odsoudila maďarského premiéra Viktora Orbána za jeho pokus násilně zastavit proud uprchlíků na srbsko-maďarské hranici.
Jako ministryně obrany byla kritizována za nedostatek techniky (ponorky, stíhačky, tanky). Čelila podezření, že jako ministryně dávala externím poradcům miliony eur, aniž by vypsala veřejnou soutěž.
Je pro větší federalizaci EU a pro společnou evropskou armádu. Zkritizovala odchod Velké Británie z Evropské unie.
Evropská komise v čele s von der Leyenovou, která zajišťovala společný nákup vakcín proti covidu-19 pro členské státy Evropské unie, byla kritizována za pomalý postup při jejich získávání.
Evropská komise pod vedením von der Leyenové vydala 14. července 2021 balíček opatření „Fit for 55“, který obsahuje nové i revidované legislativní návrhy v oblasti klimatu, energetiky a dopravy, a počítá například s rozšířením systému emisních povolenek na domácí vytápění a na další oblasti nebo s povinností prodeje bezemisních automobilů od roku 2035, což bude znamenat zákaz prodeje nových benzinových a dieselových aut. Naopak podpořen bude prodej elektromobilů a vozů na vodík. Balíček „Fit for 55“ tvoří základ Zelené dohody pro Evropu.
Na konferenci OSN o změnách klimatu COP 26 vyzvala k podpoře ekologických způsobů dopravy.
Konečná podoba balíčku „Fit for 55“ byla dojednána během českého předsednictví v Radě Evropské unie od 1. července do 31. prosince 2022. V dubnu 2023 byl v rámci plánu „Fit for 55“ na úrovni Evropské rady odsouhlasen nový systém emisních povolenek EU ETS 2, který od roku 2027 rozšíří systém emisních povolenek kromě těžkého průmyslu a energetiky i na vytápění domů a osobní dopravu, tedy na benzín, naftu, plyn a uhlí. Podle kritiků zavedení systému ETS2 a nákup emisních povolenek způsobí prudké zdražení pohonných hmot, energií a bydlení.
Koncem roku 2023 vyjádřila během války Izraele s Hamásem podporu Izraeli a obvinila Írán z podpory Hamásu. Šéfka socialistické frakce v Evropském parlamentu Iratxe Garcíová obvinila von der Leyenovou z „mlčení tváří v tvář vyhlazování a etnickému čištění v Gaze, které sledujeme každodenně v přímém přenosu“.

## Galerie

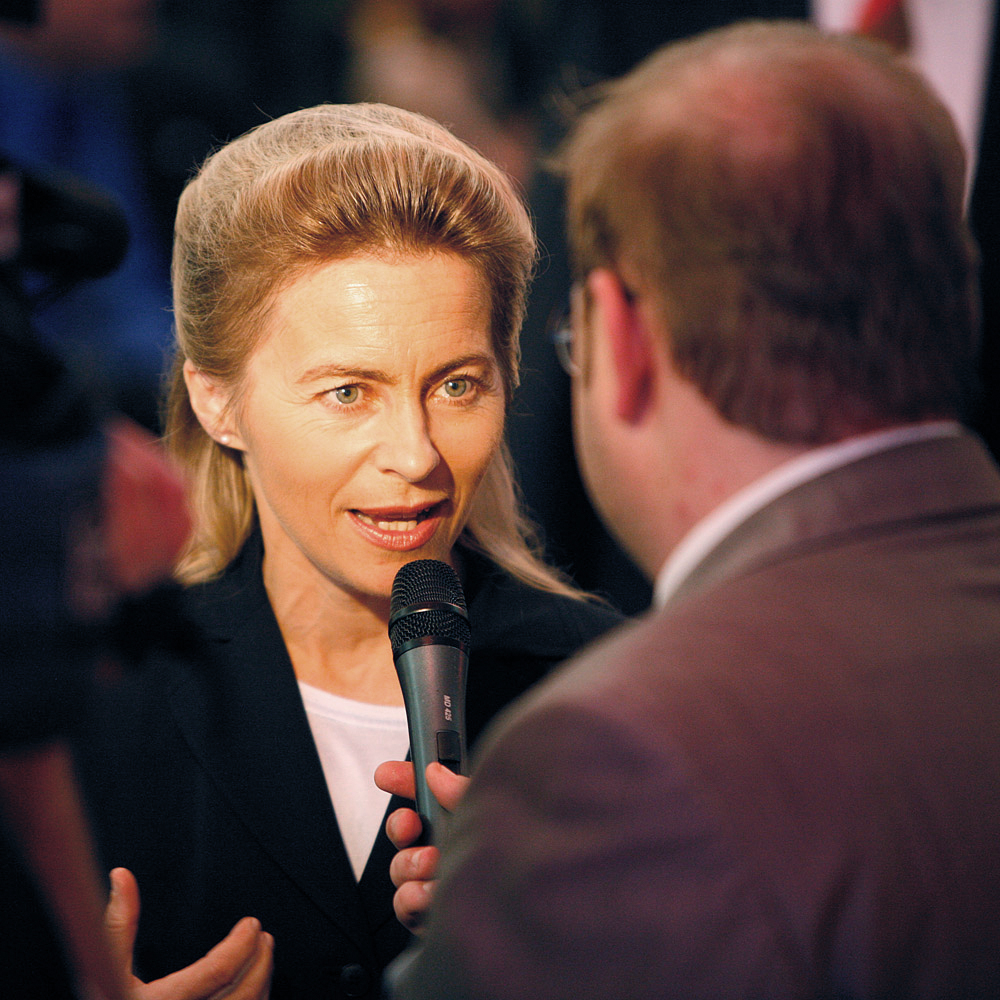
V úřadu spolkové ministryně pro rodinu, 2006
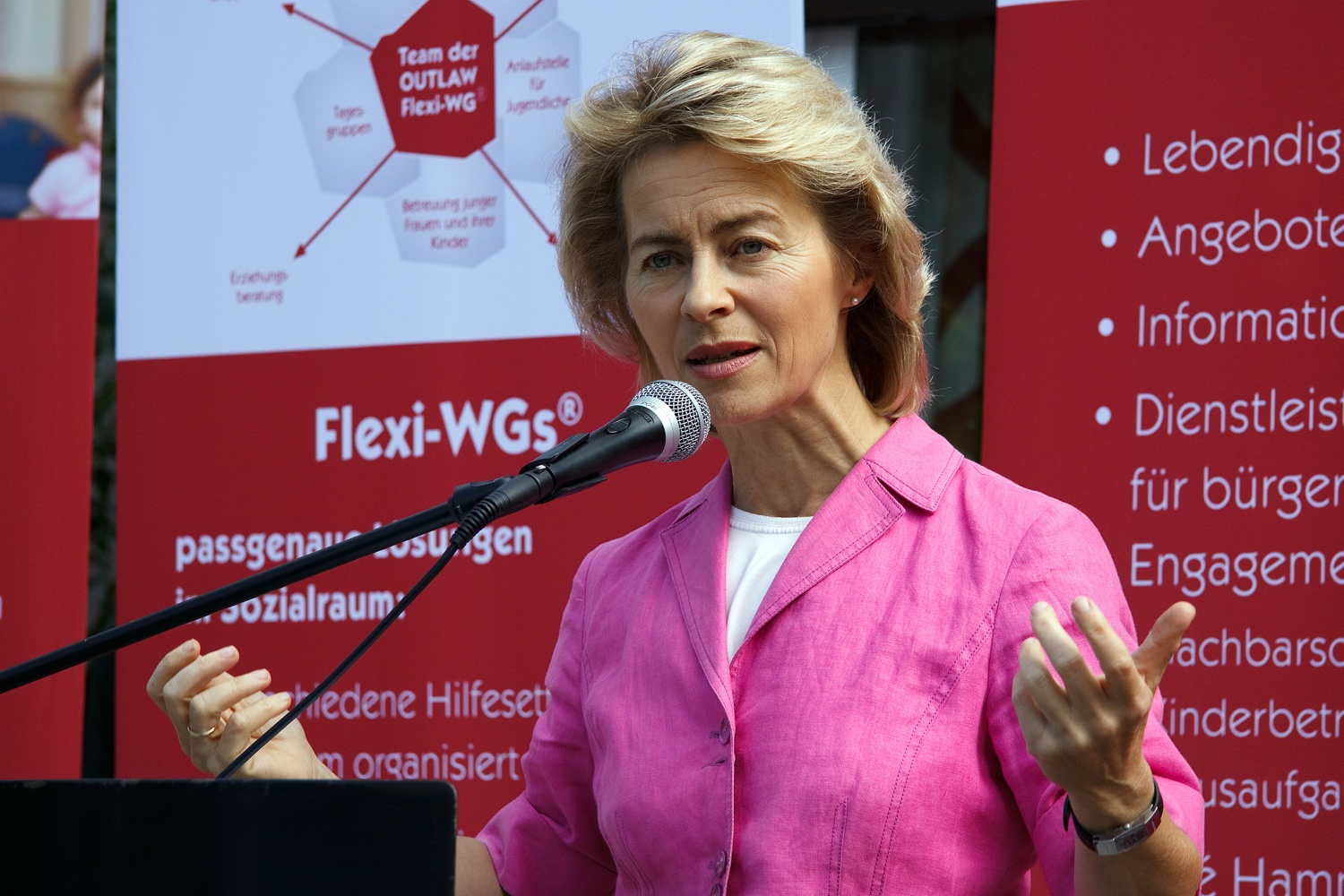
V úřadu ministryně práce, 2009
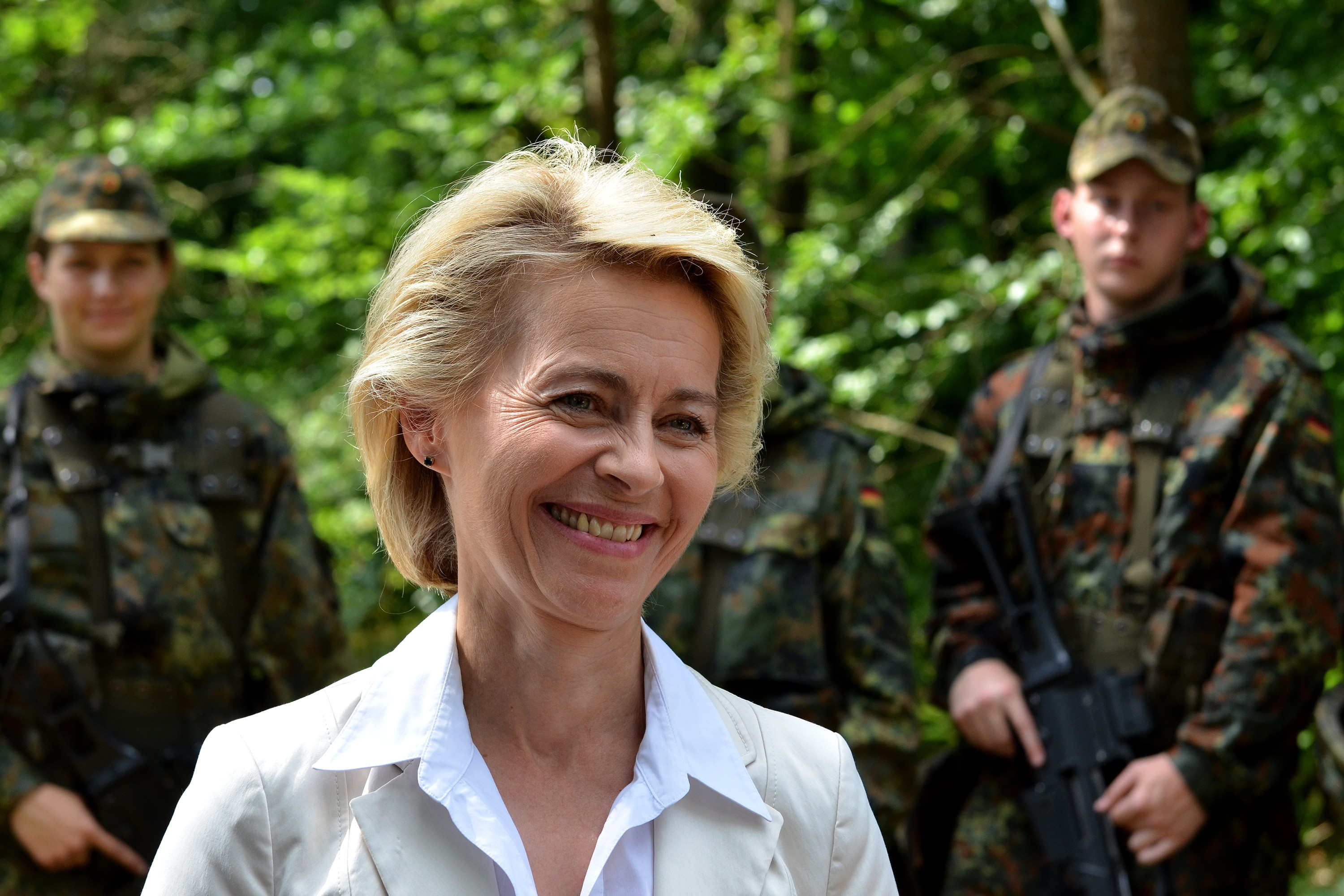
V úřadu ministryně obrany, 2014
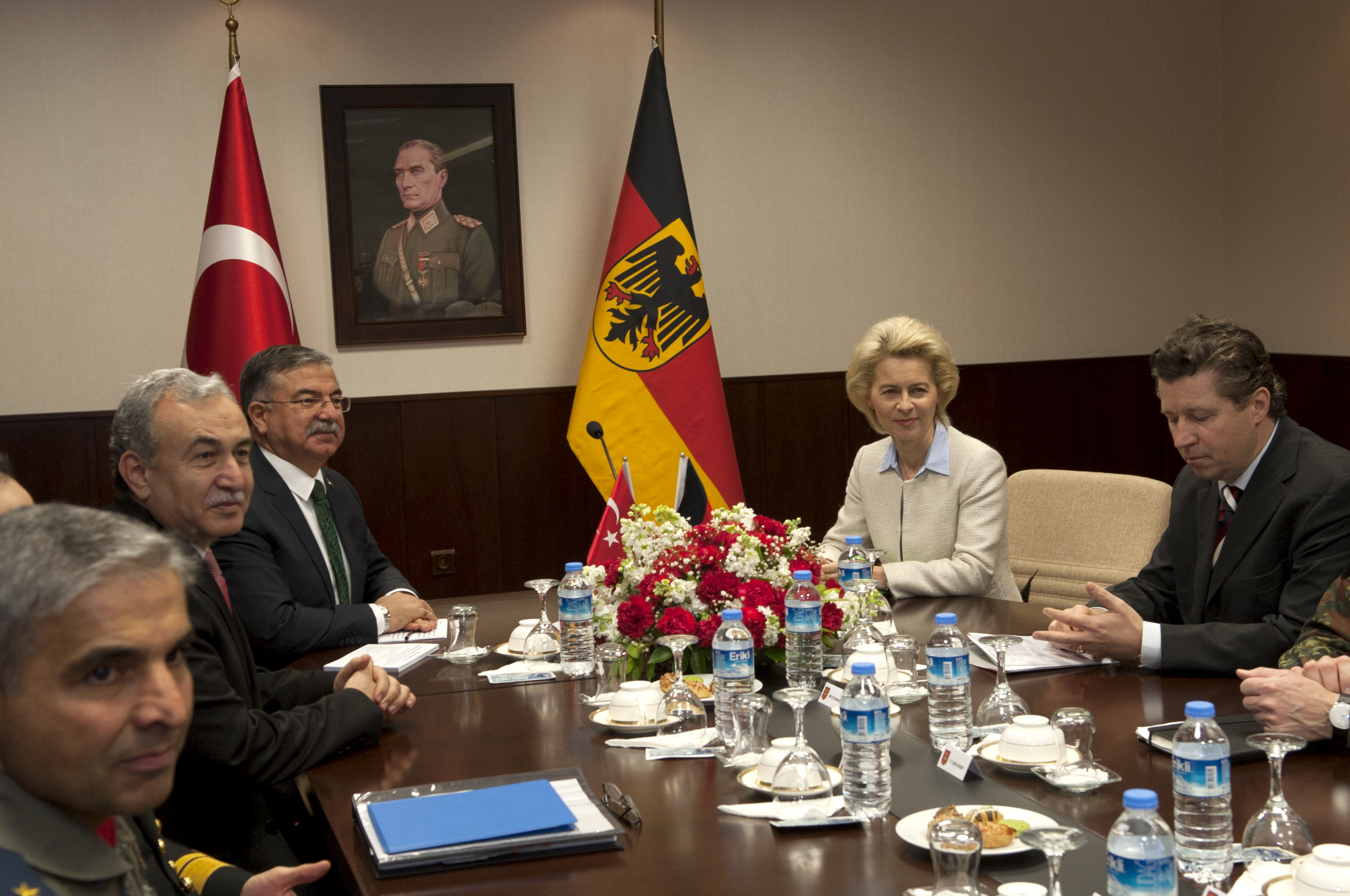
S velitelem letecké základny Incirlik, který byl zatčen během politických čistek v Turecku, 2016
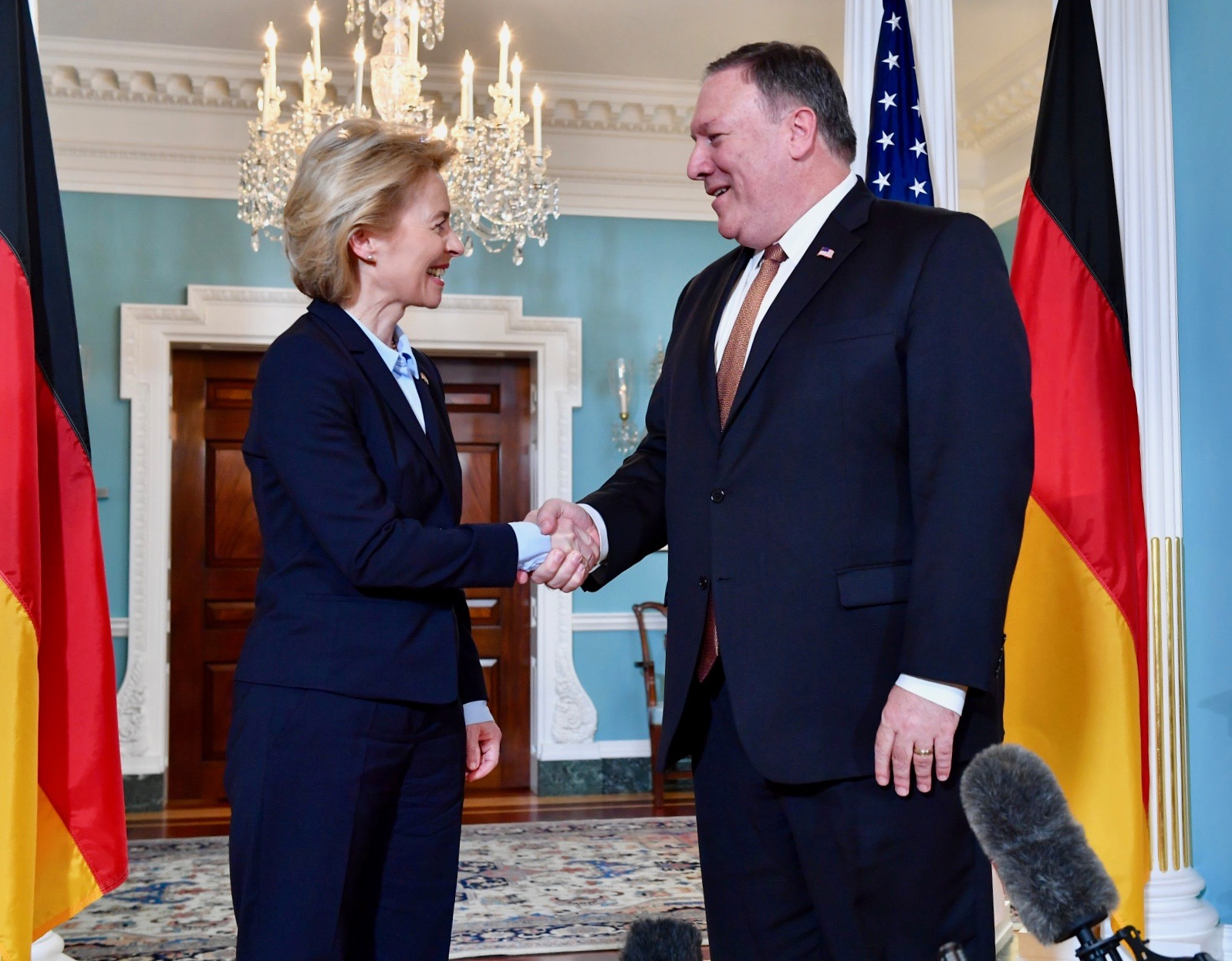
S americkým ministrem zahraničí Mikem Pompeem, 2018
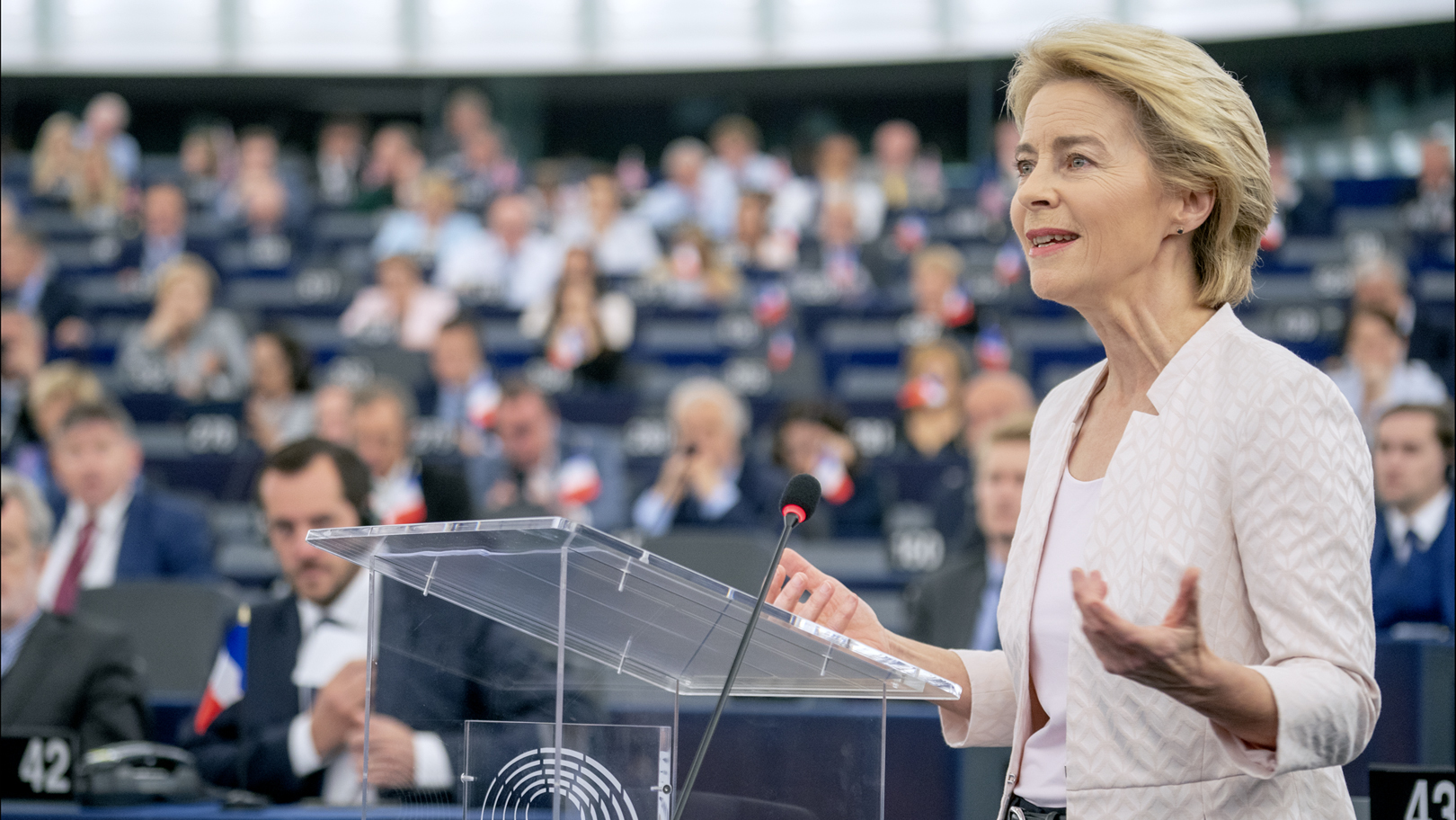
Jako předsedkyně Evropské komise (2019)